# Síndrome de l'oli tòxic
La síndrome de l'oli tòxic (SOT o TOS de l'anglès toxic oil syndrome), també conegut com a síndrome tòxica o malaltia de la colza va ser una intoxicació massiva a Espanya durant la primavera i l'estiu de 1981. La malaltia va afectar més de 20.000 persones, 12.000 hospitalitzacions i va ocasionar la mort d'unes 1.100 persones (més de 300 durant el primer any de l'epidèmia), segons els estudis forenses i anàlisis clíniques recollides per la sentència que va condemnar els responsables de la intoxicació.
Al començament de la malaltia, que solia ser aguda, els pacients presentaven una síndrome primària respiratòria que involucrava tos, febre, dispnea, hipòxia, infiltracions pulmonars i efusions pleurals. Mentre que el 50% dels pacients es recuperaven de la fase aguda sense seqüeles, l'altre 50% dels pacients desenvoluparen una fase intermèdia o crònica. Si la malaltia s'agreujava, els pacients desenvolupaven una miàlgia severa, eosinofília, dany dels nervis perifèrics, lesions esclerodermiformes Arxivat 2018-11-22 a Wayback Machine., alopècia i contraccions de les articulacions, entre d'altres afectacions.
Els estudis epidemiològics i analítics han vinculat clarament la síndrome de l'oli tòxic a la ingestió de barreges d'oli de colza refinat amb anilina. Tot i això, la presència de l'agent etiològic d'aquest oli no ha estat del tot determinat. L'anilina en sí no causa cap malaltia, però l'agent causal podria ser la reacció de l'anilina amb alguns dels components de l'oli de colza. L'evolució de la malaltia, però, s'ha alleugerit amb el temps en la majoria dels pacients. La síndrome de l'eosinofília miàlgia que s'ha descrit als anys 90 s'assembla molt a la síndrome de l'oli tòxic.
En 1989 el Tribunal Suprem va considerar provada la relació de causalitat entre la ingestió d'oli de colza desnaturalitzat i la malaltia, i condemnà les indústries responsables de la distribució i comercialització d'aquest oli, i a l'estat com a responsable civil subsidiari. Segons la sentència, l'oli de colza, desnaturalitzat per a ús industrial, va ser desviat conscientment i per "un desmesurat afany de lucre", al consum humà, és a dir, que es tractava d'un frau alimentari.
El seu període de latència és d'uns 10 dies. La relació entre dones i home va ser d'1,5 a 1, afectant en major mesura els grups compresos entre els 30 i 40 anys.

## Epidemiologia

### Epidemiologia descriptiva

Distribució geogràfica dels afectats per la síndrome en els anys 81-82:No es marquen les províncies amb menys de deu casos. Font: Informe del Plan Nacional del Síndrome Tóxico
més de 5.000 casos: Madrid.
5.000 - 1.001 : Lleó i Valladolid.
1.000 - 501 : Segòvia i Palencia.
500 - 101 : Zamora, Salamanca, Ávila, Toledo, Burgos, Soria i Guadalajara.
100 - 51 : Cantàbria.
50 - 11 : Astúries, Ourense i Biscaia.

Tot i que es considera que l'epidèmia va començar l'1 de maig de 1981, els primers casos van aparèixer el 23 d'abril d'aquell mateix any, augmentant considerablement entre el maig i començaments de juny. A mitjans de juny, però, la incidència va anar disminuint, fet que coincideix amb l'anunci públic que aquesta síndrome era deguda a un consum d'oli contaminat venut per a ús alimentari.
Aquesta síndrome va afectar principalment el centre i nord-oest d'Espanya, al voltant del 99% dels casos registrats pel Govern espanyol van ocórrer a les següents províncies: Madrid, Valladolid, Lleó, Palència, Segovia, Àvila, Zamora, Burgos, Guadalajara, Salamanca, Sòria, Toledo, Santander i Ourense (ordenades segons el nombre de casos). D'aquestes, la que més casos va patir va ser Madrid, encara que la taxa d'incidència no va ser gaire alta, un fet degut al major nombre de població d'aquesta província.
Majoritàriament, aquesta síndrome va afectar més dones que homes, en més del 60% dels casos (amb una proporció 1,5:1) i sent més freqüent en la població entre els 30 i 40 anys. Les dones la desenvolupaven de manera molt més severa que en el cas dels homes, provocant el doble de morts.
En general, aquesta síndrome va afectar els grups socioeconòmics mitjans o baixos, perquè es venia com a oli d'oliva verge pur a un preu molt més econòmic. El fet que afectés sobretot a membres d'una mateixa família i no pas a estudiants de l'escola, personal militar i altres que es troben en alt risc de patir malalties infeccioses i que es van veure afectats en menor proporció, va fer sospitar que el factor d'exposició estaria relacionat amb l'àmbit familiar.

### Epidemiologia etiològica
Gràcies a l'estudi del Dr. Juan Manuel Tabuenca-Oliver, es va poder veure que, dins d'una mateixa família, els nadons de menys de 6 mesos no desenvolupaven la síndrome. Això és perquè s'alimenten principalment de llet materna, fet que divergeix de les fonts nutricionals de la resta de la família. Llavors, Tabuenca es va plantejar que el vehicle de l'agent de la síndrome d'oli tòxic podria ser un element ingerit per la majoria dels membres de la família. En interrogar els pacients, tots, sense excepció, havien consumit oli d'oliva no etiquetat, comercialitzat com a oli d'oliva pur i venut per venedors ambulants porta a pota o en els mercats setmanals a l'aire lliure.
Es van fer diferents estudis en què es comparava les persones o famílies afectades i no afectades i altres estudis epidemiològics, cosa que va permetre validar la hipòtesi de l'oli tòxic. En l'Hospital Nen Jesús de Madrid, van comparar 62 nens amb síndrome i 62 nens amb altres malalties. Es va veure que tots els nens amb la síndrome havien consumit oli sospitós, però només ho havien fet el 6% dels nens tractats per altres problemes. També a Madrid, però en aquest cas en el barri obrer Orcasur, van anar porta per porta fent un qüestionari sobre el tipus i fonts d'oli consumit. En aquest cas, s'havia consumit oli sospitós en les 5 cases que havien desenvolupat la síndrome, però només en 71 de les 207 famílies no afectades per aquesta síndrome (34%).
En la ciutat de Las Navas del Marqués (Àvila), de les 27 famílies afectades, totes havien consumit oli sospitós en comparació amb les 13 de les 54 famílies de control escollides a l'atzar (24%).
També es va estudiar el patró d'incidència d'aquesta síndrome entre els residents de dos convents del mateix ordre situats a prop de la ciutat de Madrid. Entre els residents es van incloure religioses, novícies i laïques, totes elles menjaven el mateix excepte en l'ús de l'oli d'oliva, el qual les laiques tenien prohibit utilitzar com a condiment. En un convent, 23 de les 35 religioses i novícies van quedar afectades, però cap de les 56 laïques van presentar símptomes. A l'altre convent, va passar el mateix, 42 de 43 religioses es van emmalaltir, mentre que les 79 laïques estaven sanes.
Un cop acceptada la hipòtesi que el causant d'aquesta síndrome era l'oli tòxic, es va voler estudiar les fonts de procedència d'aquest oli. Es van estudiar dues companyies franceses responsables de l'exportació de l'oli amb anilina a Espanya i la possible contaminació d'aquest oli.
Van estudiar la diferent concentració d'anilina de l'oli exportat a Espanya, molt diferent de la concentració en l'oli venut a França, així com les possibles fonts de contaminació: 1) un contaminant en l'anilina, 2) contaminant introduït durant el transport, degut a una mala higiene dels camions cisterna, o 3) producte d'una reacció dels components de l'oli normals o de materials utilitzats en la refinació de l'anilina.

## Etiologia

### Etiologia medicolegal
Donada la magnitud de la intoxicació, el cas fou elevat a l'Audiència Nacional i el procés va acabar dividit en dos sumaris separats però relacionats: el 129/81 i el 198/95.
Pel que fa al primer procés judicial, aquest estableix la relació de causalitat entre el consum de l'oli de colza desnaturalitzat amb anilina al 2% i posteriorment refinat, i la SOT. Fou provat que l'empresa d'oli RAPSA (San Sebastián) va importar des de França entre 1980 i 1981 gran quantitats d'oli de colza desnaturalitzat amb anilina al 2% per a usos industrials, donat que la importació d'oli per a consum humà estava prohibit. L'empresa RAPSA va vendre l'oli a les refineries ITH (Sevilla) i Danesa Bau S.A. (Madrid) amb la finalitat d'eliminar anilines i destinar el producte final al consum humà. A més, l'empresa RAELCA va mesclar l'oli refinat amb altres olis vegetals i animals amb l'objectiu d'assemblar-ho als olis de més alt preu.
Es va demostrar l'evidència que, o bé durant el transport i emmagatzematge o bé per la manipulació i tractaments als quals era sotmès l'oli, es van formar oleanilides (OAA), marcadores de la presència de l'agent causal de la SOT.
Al segon procés judicial, es va demostrar que la desnaturalització amb anilina de l'oli de colza importat fou autoritzada pel director del Laboratori Central de Duanes sense prendre les precaucions necessàries. Llavors, aquest ens no va ordenar que es fessin les comprovacions experimentals necessàries per a determinar les reaccions químiques i els resultats tòxics derivats de la combinació de l'oli de colza amb anilina, i tampoc va establir si un simple refinat de la mescla podria confondre a un possible consumidor.

### Tòxics implicats demostrats
Actualment encara es desconeix l'agent etiològic concret que va donar lloc a la SOT. Tot i això, es sabia que les persones que van contraure aquesta malaltia es van exposar a l'oli de colza adulterat; el que fa pensar que la substància o substàncies que causen la SOT havien d'estar contingudes en aquest oli.
Els estudis enfocats a esbrinar quin és l'agent causal de la síndrome es van realitzar gràcies a la creació d'una col·lecció permanent dels olis i els seus envasos que els consumidors retornaren a canvi d'un oli d'oliva segur subministrat pel govern espanyol el juny de 1981. Així, es va crear una oleoteca, un recull compilat sistemàticament i organitzat d'olis rellevants o possiblement rellevants per a possibles investigacions científiques.
Els primers estudis realitzats sobre aquest oli van determinar una relació entre la presència de anilides d'àcids grassos (sobretot anilides de l'àcid oleic o oleanilides (OAA)), i el risc de sofrir la SOT. D'aquesta manera, es van establir les OAA com a marcadors específics d'aquests olis.
En estudis posteriors es va poder avançar una mica en el camp de l'etiologia gràcies al desenvolupament de tècniques com la combinació de la cromatografia líquida amb ionització a pressió atmosfèrica i espectrometria de masses. Així, a la dècada dels 90, es va identificar una família de composts: els èsters dioleílics de 3-(N-fenilamino)-1,2-propanodiol (PAP); i en concret un membre d'aquesta família, el 1,2-dioleièster del PAP (OOPAP), com el més relacionat amb la SOT. Aquest es considera un marcador més important que les OAA donat que el risc referit a l'exposició del OOPAP és major que el de les OAA.
Les investigacions es van centrar en la mesura de les concentracions de PAP, OPAP (1-oleilèster del PAP) i OOPAP detectades en mostres de l'oli de colza procedents de la refineria de Sevilla. Tot i això, no es va poder demostrar en altres olis de colza desnaturalitzats amb anilines. Llavors, es va arribar a la conclusió de que el procés de refinat realitzat en aquella refineria fou l'originari de l'aparició d'aquests èsters de PAP i que no es formaven espontàniament durant el procés de transport o l'emmagatzematge com era el cas de les OAA.
Algunes investigacions han apuntat com a possible clau en la generació de la toxicitat de l'oli en l'etapa de desodorització del procés de refinat fraudulent de l'oli desnaturalitzat amb anilines. S'ha especulat que les elevades temperatures durant aquesta etapa podrien haver contribuït a la formació de les anilides i èsters del PAP.
Per tant, els esdeveniments químics que condueixen a la formació de compostos tòxics només han de produir-se en circumstàncies excepcionals i accidentals. Això pot explicar per què la toxicitat sembla estar vinculada només a un lot d'oli produït només en aquella refineria.

## Patogènesi
Durant els anys vuitanta, els canvis vasculars i histològics típics de la SOT van mostrar clarament una reacció inflamatòria dins de les àrees de la fibrosi. A causa de l'estructura química de les anilides d'àcids grassos, la patogènesi podria estar mediada per un primer mecanisme de radicals peroxidatius que impliquen aquests compostos. Encara que aquesta hipòtesi no es pot descartar, estudis més recents s'han centrat en el mecanisme immunopatològic de la malaltia. Al 1990, es va realitzar una comparació entre els sèrums recollits de pacients amb SOT a principis dels vuitanta i es recuperaria uns quants anys després dels donants de bancs sanitaris als Estats Units. Els nivells de proteïna bàsica principal de grànuls eosinòfils (MBP), que és un dels mediadors de la toxicitat eosinòfila, van ser més elevats que en els controls. En els pacients que van morir per la SOT en la fase aguda, es va identificar MBP en 6 de 27 mostres de pulmó, la qual cosa suggereix una desgranulació dels eosinòfils en els òrgans diana amb un dany posterior.
S'ha demostrat experimentalment que un dels marcadors acceptats de la SOT, linolenilanilida, indueix l'apoptosi en els limfòcits humans en una concentració i temps determinat. En experiments paral·lels, ni l'anilina ni alguns derivats de PAP van produir el mateix efecte. Això reforça la hipòtesi d'un mecanisme immunopatològic de la malaltia. La possible seqüència d'esdeveniments en els pacients amb SOT és la següent: activació dels limfòcits T, IL-4 i IL-5 (eosinofília primerenca i augment IgE, respectivament), eosinofília, deposició de MBP en teixits i deficiència dels òrgans.
Ha estat difícil determinar el mecanisme de patogènesi de la síndrome donat que aquesta malaltia no s'ha pogut reproduir en animals donat que els animals utilitzats presenten un metabolisme diferent, que els experiments no s'hagin realitzat correctament o bé que no s'hagi investigat amb els tòxics més adequats.

## Patologia
- Inflamació endotelial vascular. La lesió patològica més comú als teixits en la fase aguda va ser la inflamació de l'endoteli vascular. En les fases intermèdia i crònica, la inflamació d'aquests endotelis fou encara major. En molts teixits, el creixement del teixit endotelial va ser exuberant, amb oclusió d'alguns vasos sanguinis.
- Vasculitis. Es va observar inflamació primària dels vasos sanguinis.
- Infiltrats inflamatoris peroneals i fibrosi. La lesió muscular va produir la inflamació primària del perimisi (membrana de teixit conjuntiu que envolta els fascicles musculars) i epimisi (beina fibrosa de teixit conjuntiu que envolta un múscul), i en menor proporció la inflamació de l'endomisi (capa de teixit conjuntiu que rodeja cada fibra muscular). Es va observar fibrosi perineural i, en la fase crònica, fibrosi endomisial. Es va trobar inflamació al voltant dels eixos musculars i els nervis intramusculars.[15]

## Aspectes clínics
La malaltia es va desenvolupar en quatre fases clínicament diferents i va presentar una gran varietat de símptomes. Les quatre fases són:
- Fase prodròmica (símptomes inicials que precedeixen al desenvolupament d'una malaltia).

- Fase primerenca o aguda, caracteritzada per l'eosinofília, erupcions cutànies, esternuts i hipoxèmia.
- Al voltant dels dos mesos de l'aparició dels símptomes, es va iniciar la fase intermèdia, generalment d'una durada de dos mesos. Els símptomes principals foren una intensa miàlgia i debilitat muscular en aproximadament la meitat dels pacients. A més, es varen observar en pacients tromboembolismes i enrampades.
- Per acabar, a prop del 59% dels individus afectats van desenvolupar símptomes de la fase crònica com la debilitat neuromuscular, la hipertensió pulmonar, hepatopatia (terme general per a les malalties del fetge) i esclerodèrmia, que duraren des de mesos fins anys.[9][15][8]

### Faseprodròmica
L'epidèmia de la síndrome de l'oli tòxic es va reportar per primera vegada l'1 de maig de 1981. Va ser el dia en què un noi del poble de Torrejón de Ardoz (Madrid) va ingressar a un hospital de Madrid amb problemes respiratoris greus, que va acabar provocant la seva mort de manera fulminant. Després d'aquest cas, durant les properes setmanes, el nombre de casos similars al del noi van augmentar. Durant l'ocorregut pic de casos a principis de juny, el nombre de casos nous reportats cada setmana es van aproximar a 2000.
L'interval entre la ingestió de l'oli i la malaltia mai va ser inferior a 4 dies. L'única cosa observada en aquesta fase va ser l'inici de la marcada eosinofília observada durant tota la síndrome.

### Fase primerenca o aguda
- Implicació pulmonar. Les primeres troballes clíniques referents al sistema respiratori van ser reveladores. Les manifestacions típiques de la malaltia incloïen febre (generalment de baix grau), tos, hipoxèmia en un 70% dels pacients, infarts pulmonars i efusions pleurals. A més, es va relacionar amb la malaltia intersticial difusa del pulmó.
- Altres manifestacions agudes. A més dels greus problemes respiratoris ocasionats, es varen observar altres manifestacions durant la fase primerenca. Una d'aquestes manifestacions va ser a la pell, en forma d'erupcions cutànies en un 39% dels pacients. Altres manifestacions dermatològiques incloïen eritema malar, i amb menys freqüència, una equimosi. Alguns pacients van presentar símptomes gastrointestinals, incloent nàusees, vòmits i diarrea. Aquests símptomes eren moderadament freqüents, però no eren una part especialment destacada de la malaltia. Alguns pacients presentaven limfadenopaties. L'evidència bioquímica de l'afectació del fetge va ser freqüent. Hi va haver elevacions lleus de la fosfatasa alcalina, i en menor freqüència de la bilirubina sèrica. Només un 1% dels pacients va presentar afecció neurològica central intensa, en forma de síndrome confusional o delírium, estupor i alentiment de l'electroencefalograma.
- Eosinofília. Una de les troballes més importants fou una intensa eosinofília perifèrica (quantitat anormalment alta de eosinòfils en la sang) en un 78% dels casos. Gairebé tots els pacients van tenir recomptes d'eosinòfils > 500 cèl·lules / mm³, però els recomptes > 2.000 cèl·lules / mm³ eren els més freqüents. L'eosinofília era tan freqüent que es considerava un segell distintiu de la malaltia. Molt sovint l'eosinofília va estar acompanyada d'una leucocitosi, però l'augment dels eosinòfils va ser desproporcionat amb l'augment del nombre de leucòcits.

Aproximadament un 1% dels pacients amb la SOT van morir en la fase aguda de la malaltia, principalment per insuficiència respiratòria.

### Fase intermèdia
Molts pacients es recuperaren de la fase inicial de la malaltia, aparentment sense més seqüeles clíniques. Així i tot, una proporció substancial (al voltant del 50%) experimenten la fase intermèdia després de dos mesos de l'aparició de la fase inicial, i posteriorment la fase crònica o tardana de la malaltia.
Les principals manifestacions en aquesta fase foren la miàlgia severa en un 80% dels casos (dolor muscular), l'eosinofília (els recomptes d'eosinòfils foren bastants més elevats que en la fase aguda) i encara que menys freqüent, hi va haver nombroses complicacions serioses tromboembòliques. També es varen observar edemes en la pell i trombosi. Es va observar una gran debilitat muscular en aproximadament la meitat dels pacients, juntament amb un inici progressiu d'entumiment. Altres signes en aquesta fase van ser la pèrdua de pes i l'enduriment de la pell. Els casos més greus s'assemblaven a l'esclerosi sistèmica, amb esclerosi cutània generalitzada als braços i cames, a més dels dits endurits.
Diversos pacients van mostrar colestasis hepàtica, disfàgia, hipertensió pulmonar i tromboembolisme, acompanyats de colesterol elevat i hiperglucèmia. Alguns pacients van desenvolupar una coagulopatia intravascular disseminada, que va ser la causa de mort en molts casos.
Hi ha un desacord entre els investigadors pel que fa al període precís de la malaltia i les manifestacions clíniques exactes que cal considerar que constitueixen la fase intermèdia de la síndrome de l'oli tòxic. L'aparició d'aquestes complicacions impliquen una recuperació incompleta de la fase aguda de la malaltia.

### Fase crònica
Posteriorment, prop del 59% dels individus afectats van desenvolupar símptomes de la fase crònica.
- Complicacions neuromusculars i altres. La neuropatia perifèrica va afectar el 32% de tots els pacients i hi va haver una freqüència similar de neuropatia sensorial. En els casos més greus es van observar paràlisis i una progressió a una tetraplegia. Degut a tot això les funcions de l'aparell respiratori es varen veure afectades i es va necessitar la ventilació assistida, que va generar nombroses infeccions.
- Altres manifestacions de la fase crònica. L'activitat muscular involuntària com rampes, mioclònies i tremolor, es va observar en un 60% dels pacients. Altres característiques inclouen esclerodèrmia (21%), contractures (20%), hipertensió pulmonar (8,2%) i hepatopatia (7,3%). Altres símptomes foren l'alopècia, fibrosis i hepatitis crònica. Aquests resultats es van combinar en diferents proporcions i amb diferent gravetat.

Més de 300 persones van morir de SOT en els dos primers anys. Les principals causes de mort van ser la insuficiència respiratòria en la fase aguda; la hipertensió pulmonar i la trombosi vascular en la fase intermèdia; i les complicacions infeccioses, la insuficiència respiratòria secundària donada per la debilitat neuromuscular i la hipertensió pulmonar en la fase crònica. En els últims anys, la causa principal de mort entre els afectats foren les malalties cardiovasculars.

## Tractament
Al començament de la SOT es creia àmpliament que la malaltia va ser causada per un dels microorganismes que produeixen la síndrome de pneumònia atípica. Conseqüentment, eritromicina i tetraciclina van ser àmpliament prescrites tot i que no tenien cap efecte aparent sobre la malaltia. Atès que la hipòtesi d'una causa infecciosa semblava menys sostenible, els glucocorticoides van començar a ser emprats en la teràpia. Les dades sobre la seva eficàcia en la síndrome de l'oli tòxic agut són pocs, però hi ha un consens en què van millorar els aspectes pulmonars de la fase aguda de la malaltia. Els glucocorticoides foren molt eficaços en la supressió de la eosinofília, però no hi ha dades fermes que documentin un efecte beneficiós general en el curs de la fase intermèdia i crònica. També es subministraven tractaments per a paliar els altres símptomes.
Les semblances estructurals de les anilides dels àcids grassos amb els fosfolípids de les membranes cel·lulars, explica que els pacients que van rebre glucocorticoides, que protegeixen les membranes cel·lulars, van evolucionar més favorablement.

## Mortalitat
Es van fer diferents estudis preliminars de mortalitat on es va poder veure una mortalitat excessiva de persones afectades per la síndrome durant el primer any de l'epidèmia, però en els anys següents aquesta taxa disminuïa fins a valors esperats en la població espanyola en general.
Aquests estudis es basaven en posar-se en contacte amb tots els afectats per la SOT i fer un estudi de les defuncions des de l'1 de maig de 1981 fins al 31 de desembre de 1994. Durant aquest període van comptabilitzar 1663 morts. Van determinar que la major mortalitat es va produir el 1981, durant el qual hi havia una major mortalitat en les dones d'entre 20-39 anys. Durant els anys següents es va detectar una mortalitat inferior de l'esperada en comparació amb la població espanyola en general.
Aquesta disminució de la mortalitat es va intentar explicar degut a un efecte “supervivent saludable". Les persones afectades rebien més atenció mèdica i la discapacitat els protegia d'altres riscos, com accidents de treball. Així com una disminució del consum de tabac i d'alcohol i un augment del nivell socioeconòmic.
Posteriorment es va fer un estudi de la mortalitat en el període de 1995-1999, durant el qual es van afegir 761 morts a la xifra anterior, augmentant el nombre final en 2424 morts.

## Seqüeles dels intoxicats que van sobreviure
Totes les manifestacions de la fase crònica, en alguns casos, semblen persistir indefinidament en molts pacients amb evolució cap a una incapacitat creixent, mentre que en altres casos, els símptomes van remetre i els pacients van recuperar un ritme de vida més acceptable.
Una de les troballes més cridaneres és l'elevada prevalença dels factors de risc cardiovasculars, principalment en els afectats en major grau. Els factors cardiovasculars més prevalents van ser hipertensió arterial, hipercolesterolèmia, sobrepès, obesitat, intolerància als hidrats de carboni i diabetis mellitus (majoritàriament tipus 2). També es va observar una important prevalença de tabaquisme entre els malalts, pot ser explicada per les reaccions d'ansietat, depressió i dificultats per adaptar-se a l'entorn.
Les seqüeles més freqüentment referides pels afectats són les rampes (especialment en extremitats inferiors i moltes vegades relacionats amb l'exercici físic). Altres seqüeles menys freqüents són cefalea, ansietat, insomni, pèrdua subjectiva de memòria i l'anomenada síndrome seca.
Entre els resultats analítics, cal destacar alteracions del metabolisme lipídic i dels hidrats de carboni i hipotiroïdisme. També s'observen casos d'hipertensió pulmonar.
Fins ara no hi ha cap evidència d'augment de morts fetals o de malformacions infantils. D'altra banda, tampoc s'ha demostrat major incidència de càncer en aquests pacients.

## Fases de l'epidemia
L'oli de colza ('Rapeseed' en anglès) no estava autoritzat per al consum alimentari a Espanya, com ho era a altres llocs, amb l'excepció de les illes Canàries, on es venia lliurement. Per evitar que es destinessin partides d'aquest oli al consum humà dins de la península, es va obligar els importadors a afegir-li un colorant -desnaturalitzar-lo- que dissuadís el seu ús en alimentació, (cosa similar al que es fa amb l'alcohol de farmàcia, que finançava la Seguretat Social, al que s'afegeix un producte que donava sabor amarg per evitar que es desviés a la fabricació de 'licors casolans'), aquest oli de colza desnaturalitzat es va importar de França per a ús industrial, però va ser comercialitzat, de forma fraudulenta per al consum humà, els industrials del ram oleícola, als quals va concedir la llicència d'importació el consell de ministres, van poder pensar que 'destil·lant' l'oli a alta temperatura desapareixeria el colorant, i podrien vendre'l per cuinar, venda que es va fer en molts casos en mercats ambulants sobre els quals les autoritats municipals no van exercir cap mena d'inspecció o control.
Va haver-hi un precedent una mica diferent al Marroc, on uns comerciants locals van adquirir unes partides d'oli de maquinària excedent d'existències de l'exèrcit dels EUA, que van embotellar i van vendre com a oli comestible sota la marca 'Le Cerf', causant moltes morts; aquests casos que tenien en comú amb els intoxicats per l'oli de colza desnaturalitzat a Espanya la presència de símptomes neurològics. La denominació oficial inicial: Pneumònia atípica, es va deure a la presència de símptomes respiratoris intensos en els afectats, amb imatges en les radiografies de tòrax semblants a les d'algunes pneumònies, imatges que van resultar finalment ser equivalents a les que presenten pacients que van ingerir hidrocarburs, en els quals es produeix la toxicitat pulmonar per ser els alvèols pulmonars òrgan d'eliminació.
Un estudi d'un pediatre de l'hospital del Niño Jesús a Madrid va posar en evidència l'associació entre uns tipus d'envàs que havien estat distribuïts per unes companyies específiques i l'anilina continguda en els olis adulterats. La consulta a l'administració general de duanes, que havia adquirit poc abans un cromatògraf de gasos que va permetre retornar al seu origen un enviament marítim d'un oli procedent dels EUA que no es corresponia en la seva naturalesa amb el declarat, va servir per detectar l'existència d'un compost estrany en l'oli, del que segueix sense tenir-se una idea clara del mecanisme de la seva toxicitat. Posteriorment un estudi cas-control va establir una relació dosi-resposta entre la concentració d'un compost químic marcador de la desnaturalització de l'oli (oleil-anilida) i el risc de desenvolupar la malaltia. Posteriorment s'han fet estudis de seguiment clínic i de morbi-mortalitat dels afectats.
A l'octubre de 2011, el forense Luis Frontela va afirmar en una entrevista al diari ABC que en informar al professor Vetorazi, secretari de l'Organització Mundial de la Salut, que la síndrome tòxica no es devia a l'oli de colza, sinó a la ingestació de plaguicides, el secretari li va contestar que ja en tenien coneixement d'això. En el seu moment alguns van proposar com a origen de l'epidèmia la caiguda accidental d'algun element nociu procedent dels vols de la USAF a Torrejón de Ardoz.

### Components de l'oli de colza
L'oli de colza s'extreu de la planta Brassica napus. A l'oli se'l coneix també com a "oli canadenc" o "canola oil". Conté els següents compostos:
- Glucosinolat de la paret vegetal
- Àcid erúcic
- Àcid linolènic
- Àcid linoleic
- Altres substàncies

## Immunologia
Hi ha certes raons que porten a pensar que alguns dels mecanismes immunològics operen en la patogènesi i continuació de la síndrome de l'oli tòxic (TOS). Aquesta condició ha estat suggerida com una relació entre l'hoste i un empelt (en forma de teixit). Les primeres característiques immunològiques descrites eren un augment de la concentració de les IgE, eosinofília i una disminució de les cèl·lules CD8 i dels basòfils.

### Troballes serològiques
En la fase aguda, la troballa serològica més important va ser un augment del receptor solubles de la interleucina 2 (sIL-2R): una mitjana de 1943 U/ml contra els 1065 U/ml com a control (P= 0.0003). L'estudi que ho demostra va realitzar-lo amb 126 persones (98 pacients i 28 controls). També s'ha observat un increment de les IgE, unes 2.44 vegades més que els grups control. Els nivells dels anticossos solubles CD23 (sCD23) en els pacients amb TOS, també s'han vist incrementades en comparació amb els grups control (322 ± 321 vs 209 ± 207 U/ml). Vàries investigacions també afirmen concentracions elevades de iIL-2R i IL-4 en el plasma i una altra concentració dels eosinòfils.
Altres grups han investigat la possibilitat de mecanismes autoimmunes que desenvolupen els pacients amb TOS. Alguns han declarat, que durant la fase aguda, titulacions baixen d'autoanticossos contra el múscul llis, mitocondris, nuclis, limfòcits, cardiolipina, DNA i col·lagen, tot i això, no han evolucionat durant el progrés de la malaltia. Els anticossos IgG contra el col·lagen humà s'han trobat en 28 de les 44 mostres de plasma que s'han obtingut de pacients durant la fase aguda. Aquest estudi també ha detectat anticossos antifosfolípids en els pacients amb TOS. Tots aquests anticossos han anat disminuint a mesura que la malaltia es feia més lleu. En el cas control, l'estudi que s'ha realitzat sota condicions invisibles amb el plasma dels pacients en fase aguda, no s'han trobat anticossos contra el múscul llis, mitocondris, nucli, cèl·lules de la paret parietal, limfòcits, anticossos extractables del nucli i del col·lagen tipus I-IV
En la fase crònica, sIL-2R, sCD23 i les IgE tendien a tenir nivells normals, però dos anys després del brot, els nivells de sIL-2R i IgE eren anormalment alts (P<0.05). Clínicament, la fase crònica és caracteritzada per la presència de les condicions "auto-immunes" com escleroderma, síndrome de sicca i miositis. Els anticossos contra la proteïna C reactiva, s'han detectat en pacients amb TOS durant la fase crònica de TOS, però només quan la proteïna estava desnaturalitzada. L'explicació a aquest fet és que es pot donar amb l'absorció de productes tòxics podria haver estat la casant de dany hepàtic, causant biosíntesi anormal i/o alteracions de les proteïnes de la fase aguda. Anticossos antifosfolipid amb una especificitat diferent s'han trobat en un percentatge elevat als pacients amb la TOS, encara que la seva importància no està del tot clar perquè no hi havia associació significativa entre els anticossos i la malaltia clínica

### Estudis immunopatològics
El fet que els pacients amb TOS presentin nivells elevats de sIL-2R i les IgE, eosinofília i infiltracions als teixits pulmonars porta a pensar sobre la activació de les cèl·lules T.
En els últims anys, els avenços de les tècniques biològiques moleculars ara han permès realitzar pràctiques que durant el brot de la malaltia no s'han pogut fer. Els teixits pulmonars dels pacients que han mort de TOS, s'han utilitzat per estudiar un mRNA específic per algunes citosines i marcadors d'activitat. Els resultats dels experiments va revelar elevada concentració de IL-5, IL-4 i CD23 a les mostres del teixit pulmonar. A avui dia esta clar quins mecanismes immunològics han estat involucrats en la malaltia. Les cèl·lules T podrien tenir el paper d'inductor i manteniment de la inflamació:
- Citosines específiques del tipus Th2, com per exemple IL-5 podrien explicar la eosinofília dels pacients amb TOS, tenint en compte el fet que IL-5 és un factor eosinofilopoietic que indueix selectivament el reclutament dels eosinòfils a diferents teixits.
- IL-4 facilita una producció persistent de IgE per les cèl·lules B, fet que també s'ha trobat als pacients amb TOS.

A més, una prova immunohístoquímica per la localització de IL-4 positiva, ha revelat que es troba a la pell tant dels pacients amb eosinofília com amb la TOS.
Ten et al. va trobar infiltracions d'eosinofils i desgranulació als teixits a 52 pacients amb TOS, principalment durant la fase aguda. Els teixits han estat examinats per immunofluorescència específica a una proteïna (MBP: eosinophil granule major basic protein), i els dipòsits d'aquest mediador d'inflamació d'eosinòfils s'ha trobat als pulmons. El dany tissular causat per la proteïna derivada d'eosinòfils podria explicar parcialment la majoria de les característiques patogèniques de la TOS

## Relació amb altres patologies i malalties

### Singularitat aparent de la síndrome de l'oli tòxic
Els signes clínics de la síndrome de l'oli tòxic també s'han observat en altres malalties i síndromes. Per exemple la pneumonitis per hipersensibilitat, s'han observat infiltracions pulmonars, condició que varies intoxicacions produïdes per diverses toxines que afectes els pulmons (ex: paraquat) i altres estats de la malaltia. Les erupcions que s'han vist en els pacients no eren específiques, per tant no es poden relacionar directament amb la malaltia. La eosinofília s'associa generalment amb infeccions parasitaries, la síndrome de hipereosinofília, fascitis hipereosinofíliques, poliartritis nodosa i la hipersensibilitat als fàrmacs i químics, entre d'altres condicions. La neuropatía axonal semblant a la que s'ha observat amb la síndrome de l'oli tòxic pot haver estat provocada per condicions que afecten el proveïment vascular als nervis perifèrics, com la diabetis mellitus i la poliartritis nodosa. Els signes de la pell dels pacients amb la síndrome de l'oli tòxic crònica tenen similitud amb aquells pacients amb una esclerosi sistèmica progressiva Arxivat 2018-11-23 a Wayback Machine..
Tot i això, les similituds amb la síndrome de l'oli tòxic, aquesta síndrome s'ha considerat una nova entitat clínica distintiva, perquè cap de les condicions o tòxics comentats abans produeixen una evolució seqüencial dels signes clínics que s'han observat entre els pacients amb la síndrome: dificultat respiratòria que s'alleugera al cap de dies o setmanes, fet que només porta a miàlgies severes, eosinofília persistent, fenòmens tromboembolics que progressen a síndromes crònics que involucren la neuromusculatura, canvis esclerodermifòrmics a la pell, contractures en les unions articulatòries, hepatopatia crònica i altres manifestacions.

### Síndrome d'eosinofília miàlgia
El cas únic de la síndrome de l'oli tòxic ha estat reptat per la epidèmia de la síndrome d'eosinofília miàlgia, que va ocórrer als Estats Units l'any 1989 i va involucrar més de 1500 casos. La malaltia aparentment ha estat provocada per uns preparats de L-triptòfan contaminats que es van administrar com a suplement alimentari.

#### Aspectes clínics d'eosinofília miàlgia
Els signes d'aquesta malaltia són molt semblants a la de la fase intermèdia i/o crònica de la síndrome de l'oli tòxic. Típicament els pacients amb eosinofìlia miàlgia atenen al personal mèdic per una miàlgia severa i persistent, més com les que estan associades amb un estadi intermedi, crònic o en alguns casos agut, de la síndrome de l'oli tòxic. La manifestació típica d'eosinofília miàlgia es un increment dels eosinòfils, normalment més de 2.000 cèl·lules/ mm3 . Hi ha una leucocitosi concomitant, i la medul·la òssia indica una hiperplàsia dels precursors dels eosinòfils, així com en la síndrome de l'oli tòxic, hi ha un increment moderat en els enzims de fetge, amb més freqüència l'aldolasa, encara que els nivells de creatina cinasa es veuen mínimament augmentats. La inflamació dels músculs tendeix a reposar l'endomici, igual que en el cas de la síndrome de l'oli tòxic, hi ha una inflamació selectiva dels nervis intramusculars i del fus muscular.

#### Lesions cutànies i neuropatia
Molts dels pacients amb la eosinofília miàlgia tenen lesions a la pell típiques de la fascitis eosinofílica, el que pot reflectir una lesió similar a la d'un edema descrit en pacients amb la síndrome de l'oli tòxic. Un engruiximent de la pell esclerodermiforme es relaciona amb eosinofília miálgia. A més, també s'han vist declaracions d'alopècia, contractures de les articulacions i una hipertensió pulmonar. En la síndrome d'eosinofília miàlgia, igual que en la de l'oli tòxic, es produeix una neuropatia axonal la qual pot arribar a ser severa entre alguns pacients, en els quals pot arribar a una dependència tetraplègica i ventilatòria. Igual que en la síndrome de l'oli tòxic, els glucocorticoides són efectius per reduir la concentració d'eosinòfils, però la seva acció global en la progressió de la malaltia, però encara que probablement és positiva, no es veu tan clarament.

#### Síndrome respiratòria
Molts dels pacients amb una eosinofìlia miàlgia tenen síndromes respiratòries, particularment als estadis primerencs de la malaltia, i normalment involucren tos, dispnea, infiltracions intersticials pulmonars i efusions pleurals. Tots aquests síndromes s'han vist, encara que amb menys freqüència en la síndrome de l'oli tòxic. En general, les manifestacions respiratòries de la eosinofília miàlgia tendeixen a ser més lleus que en la fase aguda de la síndrome de l'oli tòxic, La diferència entre la severitat d'aquests manifestacions pot ser el factor més important per distingir un eosinofília miàlgia de la síndrome de l'oli tòxic.